# Hemileuca rubridorsa
Hemileuca rubridorsa är en fjärilsart som beskrevs av Felder 1874. Hemileuca rubridorsa ingår i släktet Hemileuca och familjen påfågelsspinnare. Inga underarter finns listade i Catalogue of Life.